# 博尔派尔
博尔派尔（法語：Beaurepaire，法語發音：[boʁpɛʁ]），法国东南部城市，奥弗涅-罗讷-阿尔卑斯大区伊泽尔省的一个市镇，隶属于维埃纳区，其市镇面积为18.46平方公里，2022年1月1日时人口数量为5,007人，在法国城市中排名第2,211位。
博尔派尔位于伊泽尔省西部，奥龙河畔，其南侧与德龙省接壤，是一个区域性的中心城市，多条公路在此交汇。

## 地名来源
根据当地地方历史学家安德烈·普朗克（André Planck）的论述，“Beaurepaire”出自拉丁语“Belli Riparii”，意为“美丽的河岸”。

## 历史

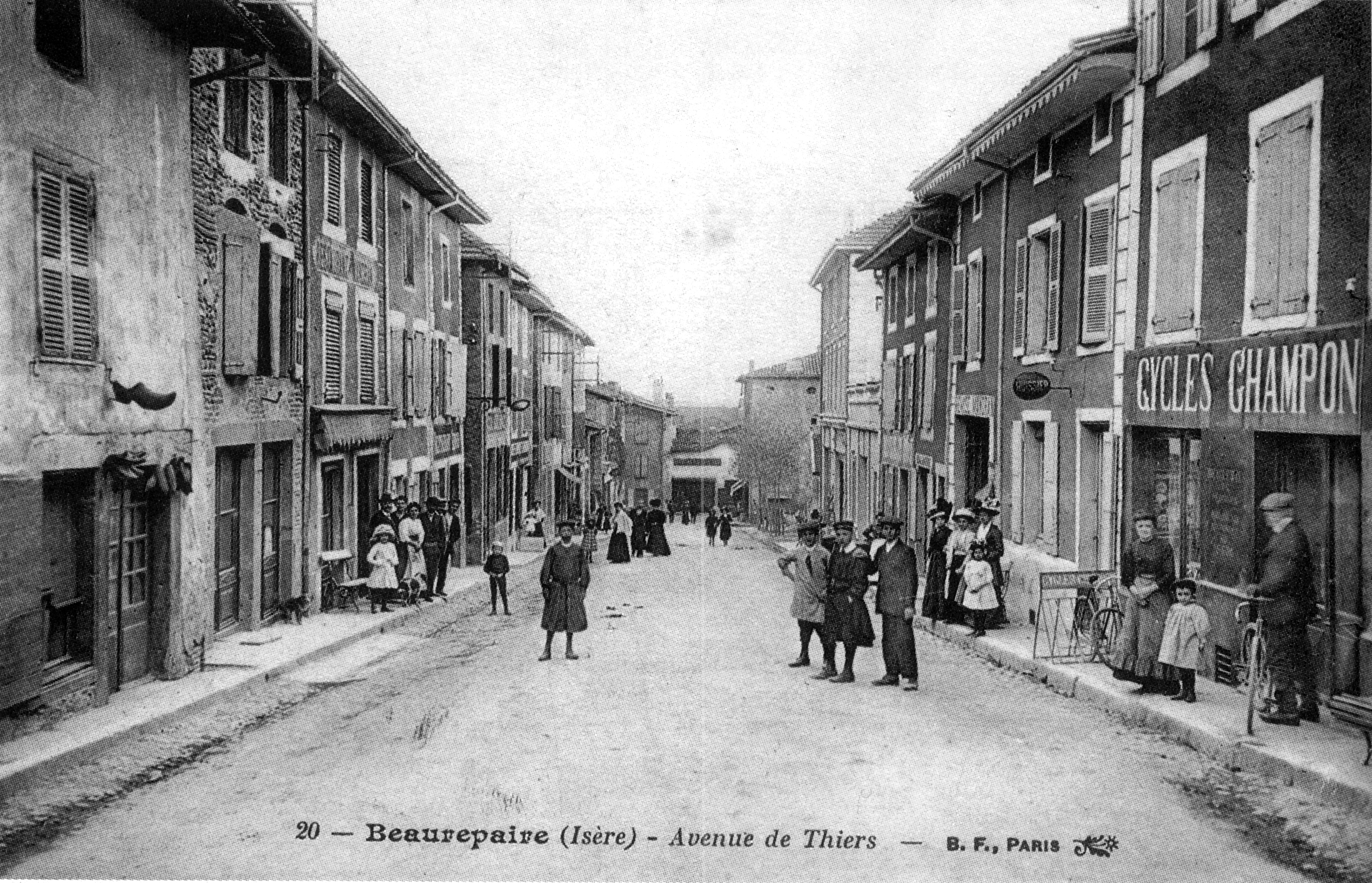
20世纪初的博尔派尔

博尔派尔在古典时期就已形成聚落。1309年6月，约翰二世为博尔派尔颁发了市镇宪章。博尔派尔城墙于1347年建成。中世纪末，博尔派尔所处的多菲内成为法兰西王国的一个行省。16世纪时，当地领主在此兴建了弗洛里·里夏尔塔（tour Florie-Richard）。法国大革命后，博尔帕尔成为伊泽尔省的一个市镇。1794至1800年间，相邻的圣巴泰勒米曾短暂并入博尔派尔市镇范围。1858年，途径博尔派尔的圣朗贝尔达尔邦－里沃铁路建成通车。1886年，在当地工程师路易·米歇尔-维拉（Louis Michel-Villaz）的帮助下，博尔派尔成为法国首批通电的城市之一。第二次世界大战期间，博尔派尔城市在1944年8月的纳粹德军空袭中被炸毁。1972年，圣朗贝尔达尔邦－里沃铁路博尔派尔以东的路段被废弃，剩余部分则仅保留货运服务。1993年，博尔派尔成为博尔派尔地区市镇公共社区的办公驻地，该社区于2019年与相邻的鲁西永地区合并。

## 地理

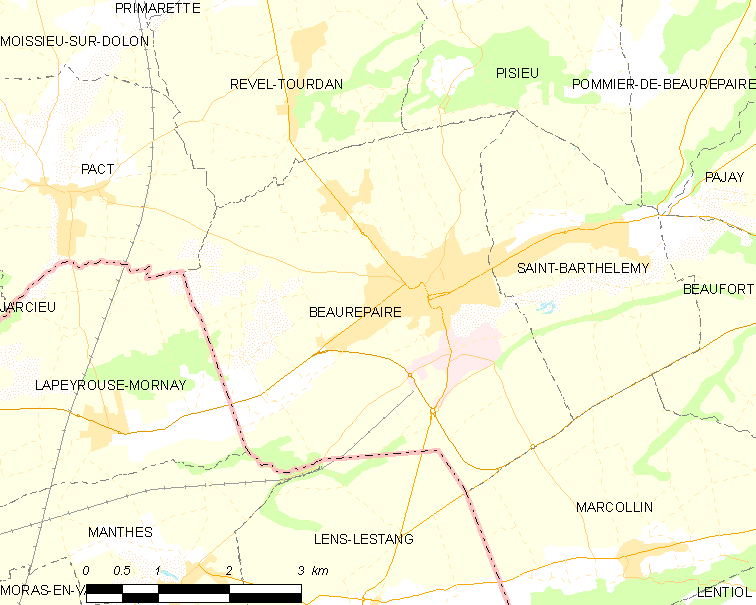
博尔派尔市镇范围地图

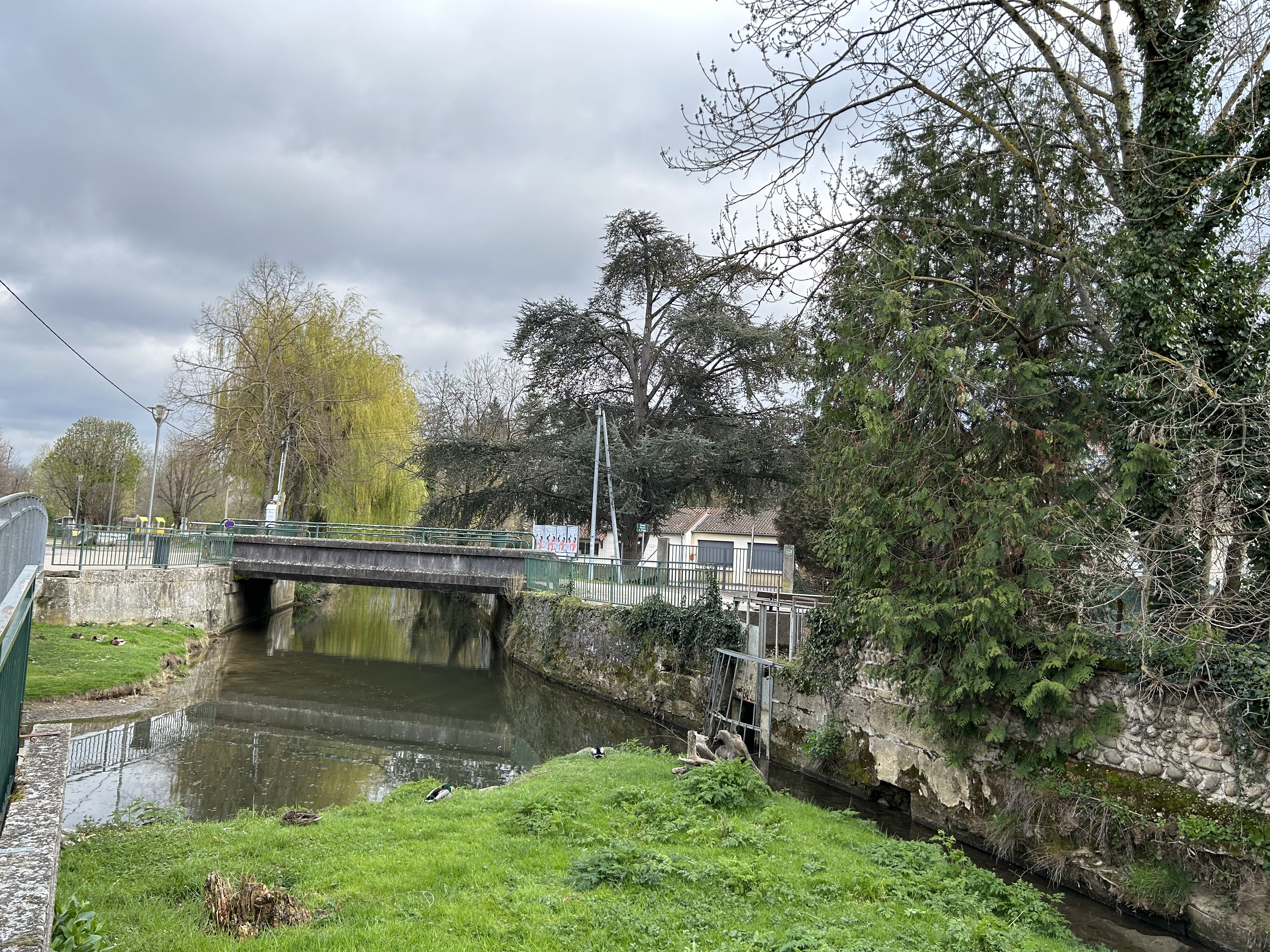
叙宗河

博尔派尔位于法国东南部，奥弗涅-罗讷-阿尔卑斯大区中部和伊泽尔省西部，距离省会格勒诺布尔大约69公里。与博尔派尔接壤的市镇包括：帕克特、勒韦勒图尔当、皮雪、拉佩鲁斯莫尔奈、芒特、圣巴泰勒米、朗莱斯唐和马尔科兰。

### 地形
博尔派尔位于维埃努瓦地区西南部腹地，比耶夫尔平原西部，境内以平原为主，市镇中心地势较为平坦，整体自河谷向两侧有所抬升，全境海拔在225到315米之间。

### 水文
博尔派尔位于罗讷河流域范围内，奥龙河自东向西流经境内并呈辫状水系流经镇中心，其支流叙宗河在此与其交汇。

### 植被
博尔派尔属于温带阔叶混交林区，林地主要分布于河流附近。
在鲜花城市的评比中，博尔派尔暂未被评级。

### 气候
博尔派尔在柯本气候分类法中属于带有大陆性特征的温带海洋性气候。
距离博尔派尔最近的常年气象站位于瓦卢瓦尔地区圣索尔兰境内，以下为该气象站的数据（其中日照数据取自格勒诺布尔机场气象站）：
| 瓦卢瓦尔地区圣索尔兰 1981年－2019年 | 瓦卢瓦尔地区圣索尔兰 1981年－2019年 | 瓦卢瓦尔地区圣索尔兰 1981年－2019年 | 瓦卢瓦尔地区圣索尔兰 1981年－2019年 | 瓦卢瓦尔地区圣索尔兰 1981年－2019年 | 瓦卢瓦尔地区圣索尔兰 1981年－2019年 | 瓦卢瓦尔地区圣索尔兰 1981年－2019年 | 瓦卢瓦尔地区圣索尔兰 1981年－2019年 | 瓦卢瓦尔地区圣索尔兰 1981年－2019年 | 瓦卢瓦尔地区圣索尔兰 1981年－2019年 | 瓦卢瓦尔地区圣索尔兰 1981年－2019年 | 瓦卢瓦尔地区圣索尔兰 1981年－2019年 | 瓦卢瓦尔地区圣索尔兰 1981年－2019年 | 瓦卢瓦尔地区圣索尔兰 1981年－2019年 |
| 月份                                | 1月                                 | 2月                                 | 3月                                 | 4月                                 | 5月                                 | 6月                                 | 7月                                 | 8月                                 | 9月                                 | 10月                                | 11月                                | 12月                                | 全年                                |
| ----------------------------------- | ----------------------------------- | ----------------------------------- | ----------------------------------- | ----------------------------------- | ----------------------------------- | ----------------------------------- | ----------------------------------- | ----------------------------------- | ----------------------------------- | ----------------------------------- | ----------------------------------- | ----------------------------------- | ----------------------------------- |
| 历史最高温 °C（°F）                 | 18.3 (64.9)                         | 22 (72)                             | 25.9 (78.6)                         | 29.8 (85.6)                         | 33.9 (93.0)                         | 38.7 (101.7)                        | 38.6 (101.5)                        | 40.9 (105.6)                        | 34.1 (93.4)                         | 29.5 (85.1)                         | 24 (75)                             | 19.2 (66.6)                         | 40.9 (105.6)                        |
| 平均高温 °C（°F）                   | 6.7 (44.1)                          | 8.8 (47.8)                          | 13.2 (55.8)                         | 16.7 (62.1)                         | 21.3 (70.3)                         | 25 (77)                             | 28.1 (82.6)                         | 27.5 (81.5)                         | 23 (73)                             | 17.8 (64.0)                         | 11.1 (52.0)                         | 7.2 (45.0)                          | 17.2 (63.0)                         |
| 日均气温 °C（°F）                   | 3.6 (38.5)                          | 5.1 (41.2)                          | 8.6 (47.5)                          | 11.6 (52.9)                         | 16 (61)                             | 19.4 (66.9)                         | 22 (72)                             | 21.4 (70.5)                         | 17.6 (63.7)                         | 13.5 (56.3)                         | 7.7 (45.9)                          | 4.5 (40.1)                          | 12.6 (54.7)                         |
| 平均低温 °C（°F）                   | 0.6 (33.1)                          | 1.4 (34.5)                          | 4 (39)                              | 6.6 (43.9)                          | 10.6 (51.1)                         | 13.7 (56.7)                         | 15.8 (60.4)                         | 15.3 (59.5)                         | 12.2 (54.0)                         | 9.3 (48.7)                          | 4.4 (39.9)                          | 1.7 (35.1)                          | 8 (46)                              |
| 历史最低温 °C（°F）                 | −19 (−2)                            | −18 (0)                             | −11 (12)                            | −3 (27)                             | 0 (32)                              | 4 (39)                              | 7 (45)                              | 4.8 (40.6)                          | 2 (36)                              | −4.4 (24.1)                         | −8.2 (17.2)                         | −15 (5)                             | −19 (−2)                            |
| 平均降水量 mm（）                   | 50.4 (1.98)                         | 41.4 (1.63)                         | 51.9 (2.04)                         | 79.1 (3.11)                         | 88.9 (3.50)                         | 70.3 (2.77)                         | 56.3 (2.22)                         | 61.9 (2.44)                         | 93 (3.7)                            | 110.9 (4.37)                        | 97.5 (3.84)                         | 59 (2.3)                            | 860.6 (33.88)                       |
| 月均日照時數                        | 95                                  | 111.7                               | 169.8                               | 183                                 | 219.2                               | 255.4                               | 289.8                               | 255.5                               | 193.1                               | 137.5                               | 84.5                                | 71.6                                | 2,066.1                             |
| 来源：infoclimat.fr                 |                                     |                                     |                                     |                                     |                                     |                                     |                                     |                                     |                                     |                                     |                                     |                                     |                                     |

## 行政区划
博尔派尔的市镇编号为38034，邮政编号为38270。
在行政管理方面，博尔派尔隶属于法国奥弗涅-罗讷-阿尔卑斯大区伊泽尔省维埃纳区；在地方选举方面，博尔派尔隶属于鲁西永县，其市镇范围全境被划入伊泽尔省第七选区；在社会管理方面，博尔派尔是比耶夫尔-罗讷之间市镇公共社区的组成部分。
截至2023年4月，博尔派尔市镇范围内暂无任何城市敏感街区及城市政策优先街区。
法国国家统计与经济研究所（简称）在进行数据统计时，将博尔派尔及相邻的另外一个市镇设为博尔派尔城市核心区（Unité urbaine de Beaurepaire）以及博尔派尔城市区（Aire urbaine de Beaurepaire）。自2020年起，博尔派尔城市区被包含10个市镇的博尔派尔城市辐射区代替。此外，还将博尔派尔市镇整体看作一个“块区”（IRIS），以便于统计人口分布情况。

## 交通

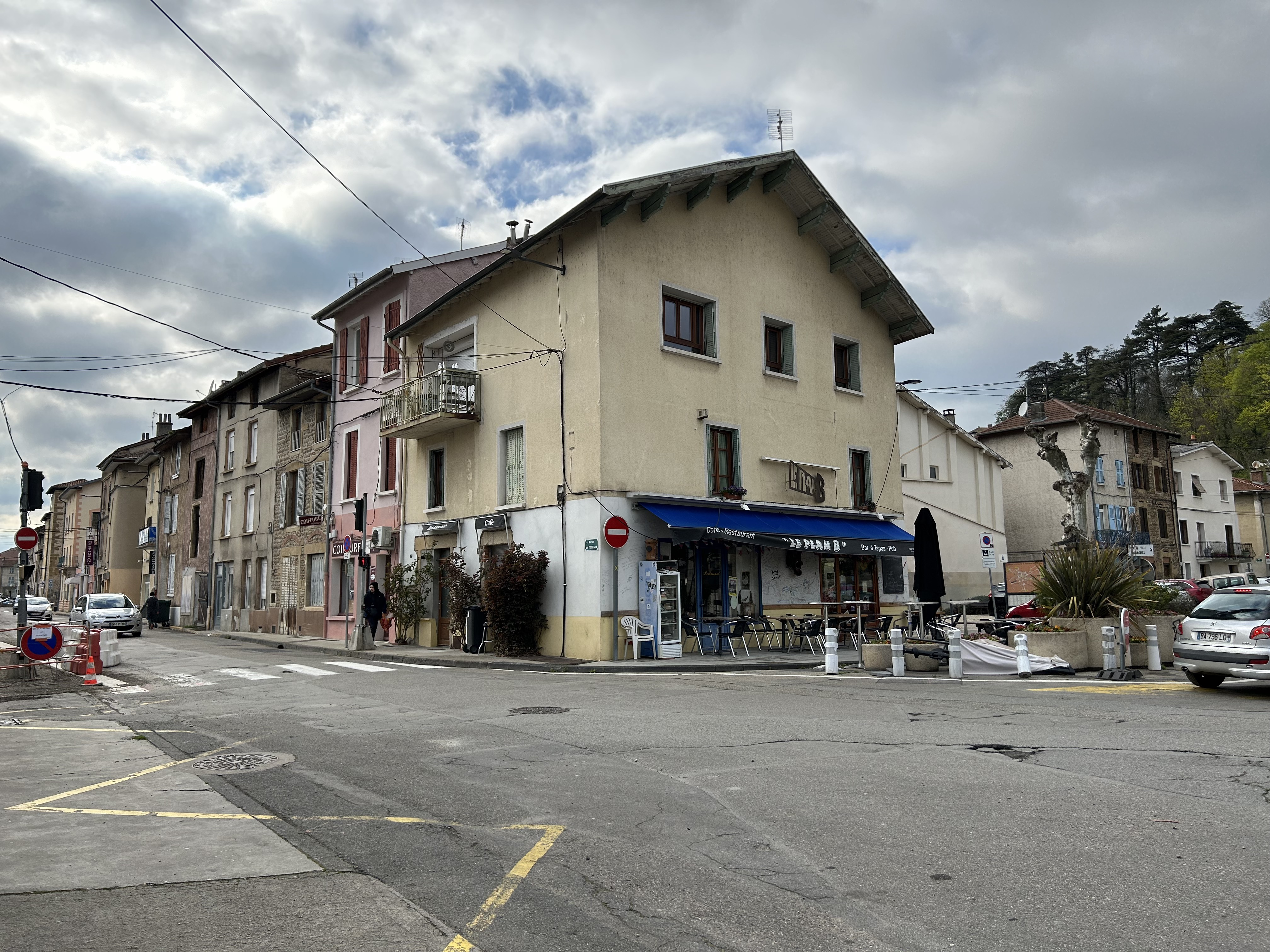
博尔派尔镇中心的泰罗大街

### 公路
伊泽尔省省道D130A线、D135A线、D519线和D538线在博尔派尔境内交汇。奥弗涅-罗讷-阿尔卑斯大区下属提供途径博尔派尔的城际巴士线路，可前往维埃纳及格勒诺布尔。
| 12 | 22 |

| 9 | 37 |

| 格勒诺布尔 | 71 |

| 瓦龙 | 49 |

| 阿诺奈 | 40 |

| 伊泽尔河畔罗芒 | 38 |

| 维埃纳 | 29 |

| 拉科特圣安德烈 | 18 |

2019年，69.9%的博尔派尔家庭拥有至少一辆私人汽车。2019年，博尔派尔境内共发生各类交通事故2起，造成1人遇难，3人受伤。

### 铁路
博尔派尔位于圣朗贝尔达尔邦－里沃铁路上，至2023年4月，该铁路已全程废弃。
距离博尔派尔最近的运营中的客运铁路车站为23公里外的圣朗贝尔达尔邦站，该站停靠往返于里昂和瓦朗斯一线的区域列车。

### 航空
距离博尔派尔最近的民用航空站为58公里外的里昂圣埃克絮佩里机场。

### 城市公共交通
截至2023年4月，博尔派尔暂无城市公共交通系统。

## 政治

### 市政内阁
博尔派尔的现任市长为雅尼克·帕克先生（Yannick PAQUE），他是一名无党派人士，在2020年的市政选举中获得了100.00%的支持率（无其他候选人）。
| 博尔派尔历届市长       | 博尔派尔历届市长                | 博尔派尔历届市长 |
| 任期                   | 市长                            | 党派             |
| ---------------------- | ------------------------------- | ---------------- |
| （1971年以前资料暂缺） |                                 |                  |
| 1971年－1977年         | Marcel LUGAZ 马塞尔·吕加兹      | 不详             |
| 1977年－2008年         | Christian NUCCI 克里斯蒂安·努奇 | PS社会党         |
| 2008年－2020年         | Philippe MIGNOT 菲利普·米尼奥   | PS社会党         |
| 2020年－               | Yannick PAQUE 雅尼克·帕克       | 無黨籍           |

### 各级选举
| 博尔派尔历届投票选举结果 | 博尔派尔历届投票选举结果 | 博尔派尔历届投票选举结果 | 博尔派尔历届投票选举结果 | 博尔派尔历届投票选举结果        | 博尔派尔历届投票选举结果 | 博尔派尔历届投票选举结果 | 博尔派尔历届投票选举结果        | 博尔派尔历届投票选举结果 | 博尔派尔历届投票选举结果 |
| 选举项目                 | 选举范围                 | 选区单位                 | 选区单位内的选举结果     | 选区单位内的选举结果            | 选区单位内的选举结果     | 选区单位内的选举结果     | 选区单位内的选举结果            | 选区单位内的选举结果     | 参考资料                 |
| 选举项目                 | 选举范围                 | 选区单位                 | 第一轮胜出者             | 第一轮胜出者                    | 支持率                   | 第二轮胜出者             | 第二轮胜出者                    | 支持率                   | 参考资料                 |
| ------------------------ | ------------------------ | ------------------------ | ------------------------ | ------------------------------- | ------------------------ | ------------------------ | ------------------------------- | ------------------------ | ------------------------ |
| 2017年法國總統選舉       | 法國                     | 市镇                     |                          | 玛丽娜·勒庞                     | 29.22%                   |                          | 埃马纽埃尔·马克龙               | 54.55%                   | [ 26 ]                   |
| 2017年法国立法选举       | 伊泽尔省第七选区         | 市镇                     |                          | 莫尼克·利蒙                     | 33.15%                   |                          | 莫尼克·利蒙                     | 50.27%                   | [ 26 ]                   |
| 2019年欧洲议会选举       | 法國                     | 市镇                     |                          | 若尔当·巴尔代拉                 | 32.12%                   | （不适用）               | （不适用）                      | （不适用）               | [ 28 ]                   |
| 2021年法国省级选举       | 伊泽尔省                 | 县                       |                          | 罗贝尔·迪朗通 克丽丝泰勒·格朗若 | 33.96%                   |                          | 罗贝尔·迪朗通 克丽丝泰勒·格朗若 | 61.5%                    | [ 29 ]                   |
| 2021年法国省级选举       | 伊泽尔省                 | 市镇                     |                          | 罗贝尔·迪朗通 克丽丝泰勒·格朗若 | 29.88%                   |                          | 罗贝尔·迪朗通 克丽丝泰勒·格朗若 | 57.69%                   | [ 29 ]                   |
| 2021年法国大区选举       |                          | 市镇                     |                          | 洛朗·沃基耶                     | 34.67%                   |                          | 洛朗·沃基耶                     | 51.88%                   | [ 30 ]                   |
| 2022年法国总统选举       | 法國                     | 市镇                     |                          | 玛丽娜·勒庞                     | 31.95%                   |                          | 玛丽娜·勒庞                     | 52.94%                   | [ 26 ]                   |
| 2022年法国立法选举       | 伊泽尔省第七选区         | 市镇                     |                          | 亚历山大·穆兰-孔特              | 25.26%                   |                          | 雅尼克·纳代                     | 57.6%                    | [ 26 ]                   |

## 人口
2019年，博尔派尔市镇人口数量为4,977，在法国排名第2,211位。其中男性2,387人，女性2,590人，75岁及以上人口占10.7%，外籍人口数量为275人，人口密度为270人/平方公里，当地居民被称为（男性）或（女性）。2020年，博尔派尔境内出生51人，死亡人口86人。
| 博尔派尔1901年－2020年人口变化情况 |
|                                    |
| 数据来源：Cassini、INSEE           |

## 经济
博尔派尔是一个区域性的中心城市。截止2023年4月，博尔派尔市镇范围内共有各类用人单位（包含自雇）774家，平均历史为18年，其中98.99%为中小型企业（PME），2023年2月至4月间，当地的经济活力指数为0.26%。（轻金属包装）、（铝厂）及（建材销售）是当地2021年营业额最高的三个企业，分别为32,985,050欧元、11,903,829欧元和10,428,152欧元。

## 财政与居民收入
2021年，博尔派尔的财政收入总额为5,218,390欧元，财政支出总额为4,424,180欧元，当年的债务总额为3,154,310欧元。 2021年，博尔派尔市镇通过增值税获得109,900欧元的收入，此外当地还共获得了544,210欧元的国家直接财政补助。
2020年，博尔派尔的人均月收入总额为1,996欧元，其中高级职员为3,548欧元，低于法国平均水平（4,230欧元）；中级职员为2,405欧元，低于法国平均水平（2,411欧元）；普通职员为1,690欧元，亦低于法国平均水平（1,740欧元）。
2019年，博尔派尔境内的贫困率为17%，青壮年（15至64岁）失业率为18.2%；当地38.7%的家庭拥有纳税资格，平均纳税1,956欧元，低于法国平均水平（3,910欧元）。

## 社会事务

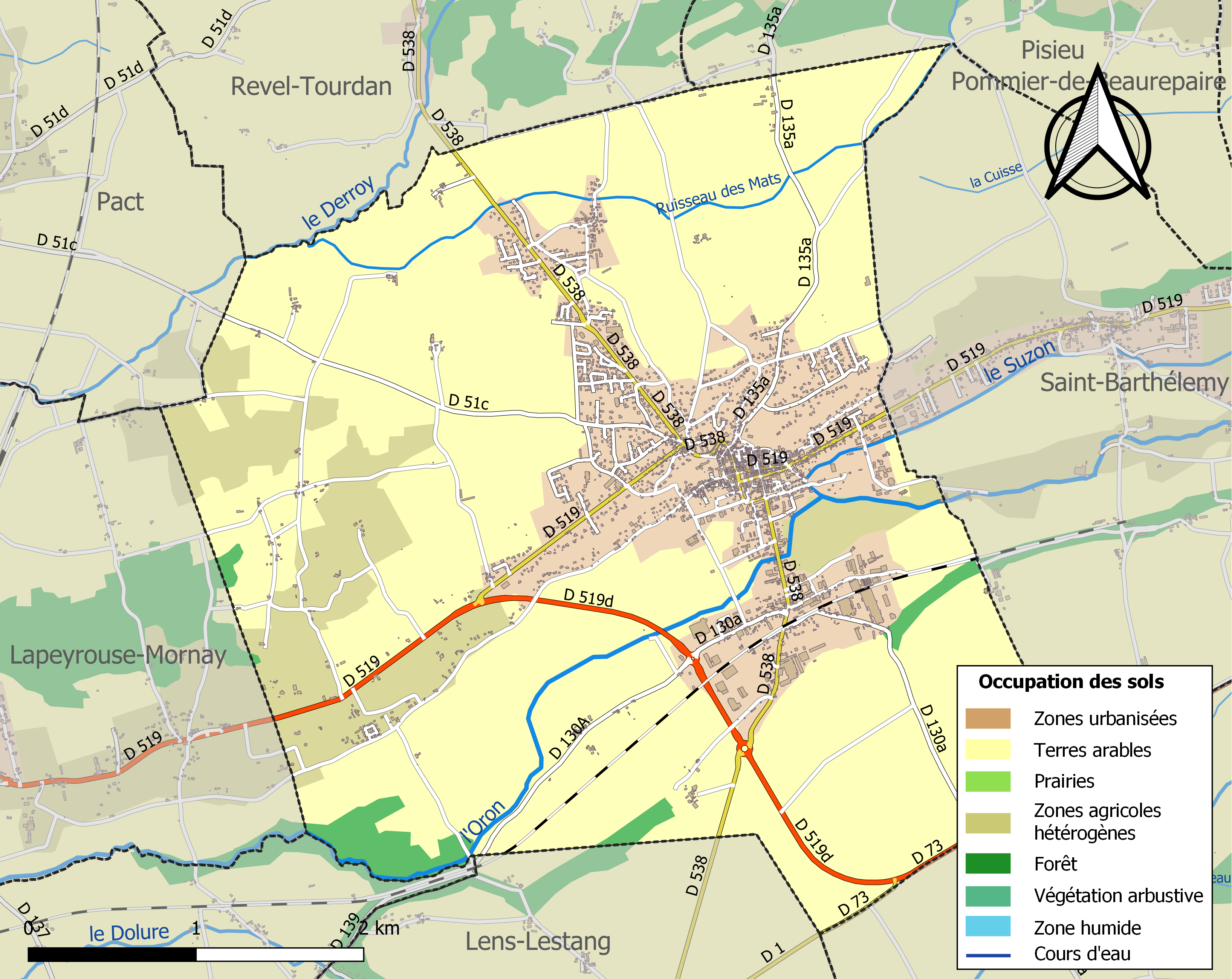
博尔派尔土地利用情况地图

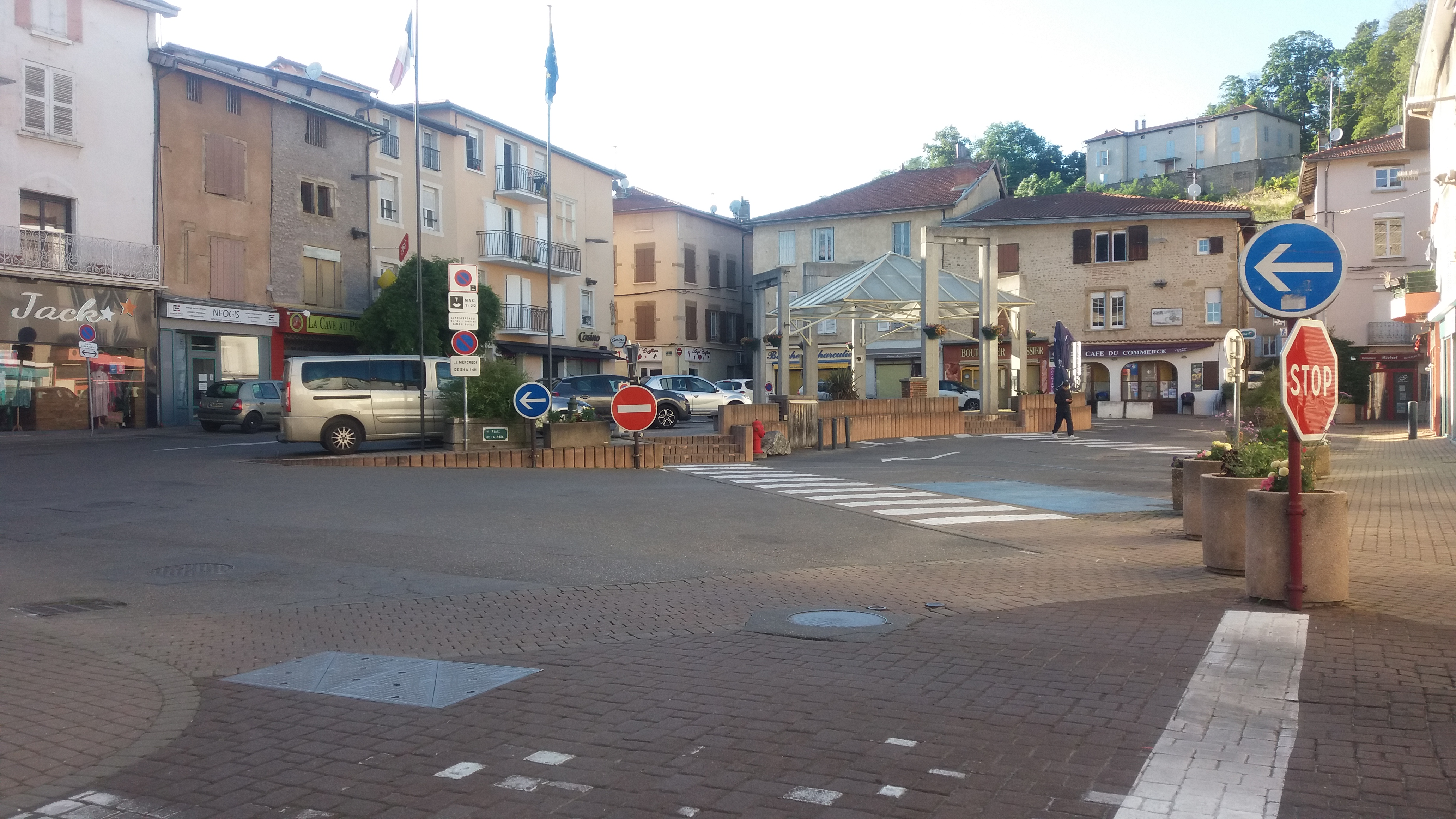
和平广场

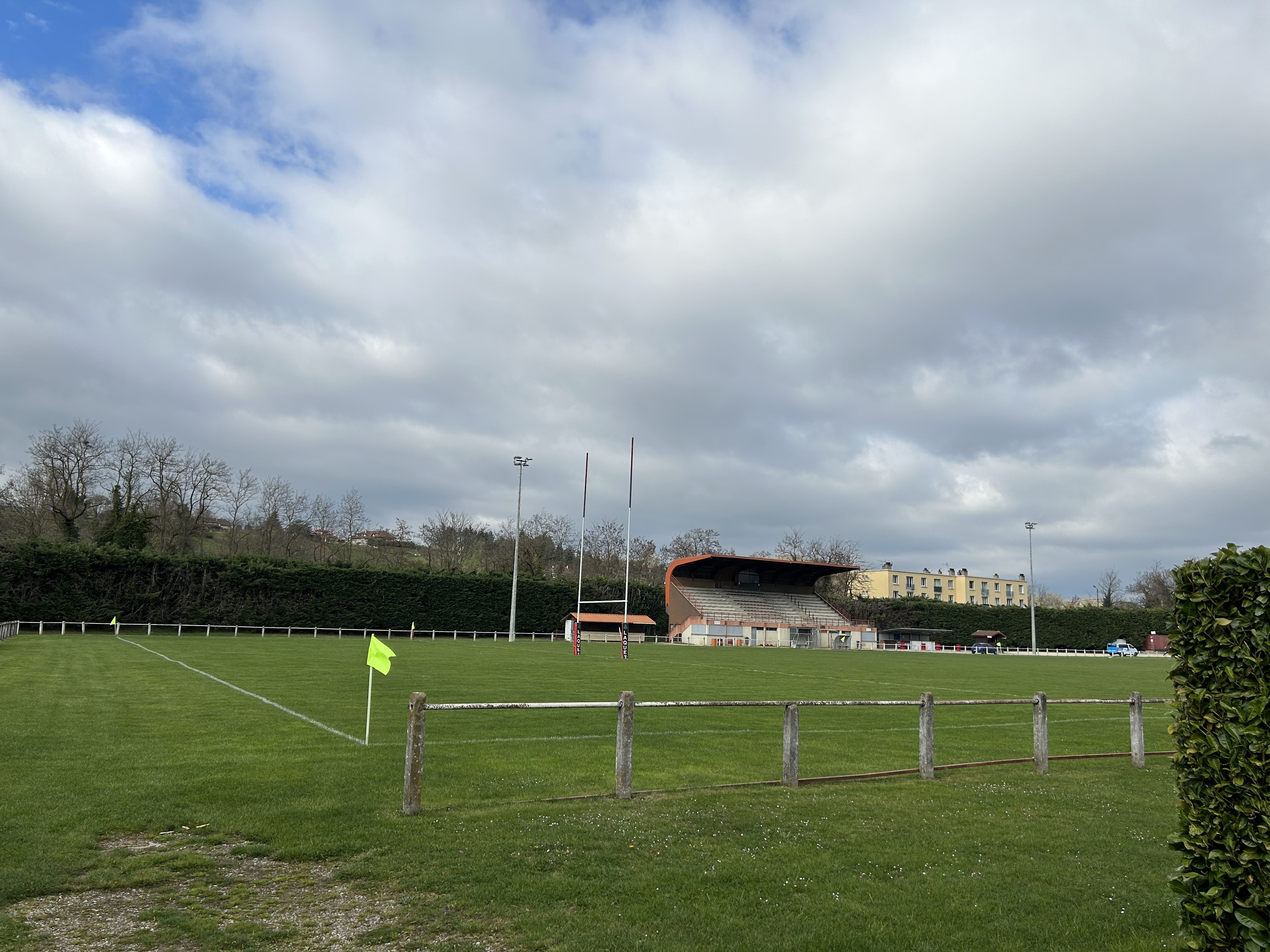
市政球场

### 教育
博尔派尔属于格勒诺布尔学区。截止2021年1月1日，博尔派尔境内共有3所小学和2所初级中学。2021至2022学年度，博尔派尔境内共有在校中等教育阶段学生790名。

### 医疗
截止2021年1月1日，博尔派尔境内共有全科医生5名、保健师2名、牙医4名、护士14名和助产士2名。境内共有药房2家、养老院2家、残疾人帮扶中心4家。
博尔派尔地方医院（Hôpital local de Beaurepaire），又名“吕济-迪费扬中心医院”（Centre Hospitalier de Luzy-Dufeillant），是法国的一个区域性医疗机构，其主病区位于博尔派尔市区东部，设有床位239个，是当地规模最大的公立综合性医院。

### 住房
2019年，博尔派尔境内共有各类住房2,546套，其中62.1%为独立式居民区，36.8%为集中式居民区。常住房屋占博尔派尔市镇范围内居民建筑总量的83.9%。
在住房保障政策方面，2021年，博尔派尔境内共有618户家庭获得了住房经济补助，受益人数占总人口数量的12.4%，其中577份为房租补助。

### 商业
2021年，博尔派尔境内共有各类实体商铺142家，其中餐厅9家、大型超市2家、杂货店1家、面包房5家、肉铺3家、书店1家、装饰品店1家、银行门店3家、美容美发店11家、汽车维修店14家。市区东部建有Casino和Lidl购物商场，西北部建有家乐福超市。

### 体育
2021年，博尔派尔境内共有1家游泳池、2间体育馆、4处网球场以及1处足球或橄榄球场。
截至2023年4月，博尔派尔体育俱乐部，编号504470）是博尔派尔境内唯一的一家注册足球俱乐部，其下属的多个年龄段的足球队在2022至2023赛季参加伊泽尔省足球联赛，其主场为市政球场（Stade Municipal）。

### 环境
博尔派尔的环境事务由其所属的比耶夫尔-罗讷之间市镇公共社区联合各级政府协调负责。2021年，博尔派尔境内暂无污染企业。

### 治安
2021年，博尔派尔市镇范围内有1处宪兵队。
博尔派尔及其附近的共87个市镇是维埃纳国家宪兵队（zone gendarmerie de Vienne）的管辖范围。2020年，该宪兵队累计记录各类案件6,399起，其中盗窃类案件3,456起，经济类案件869起，毒品交易类案件265起。

## 文化

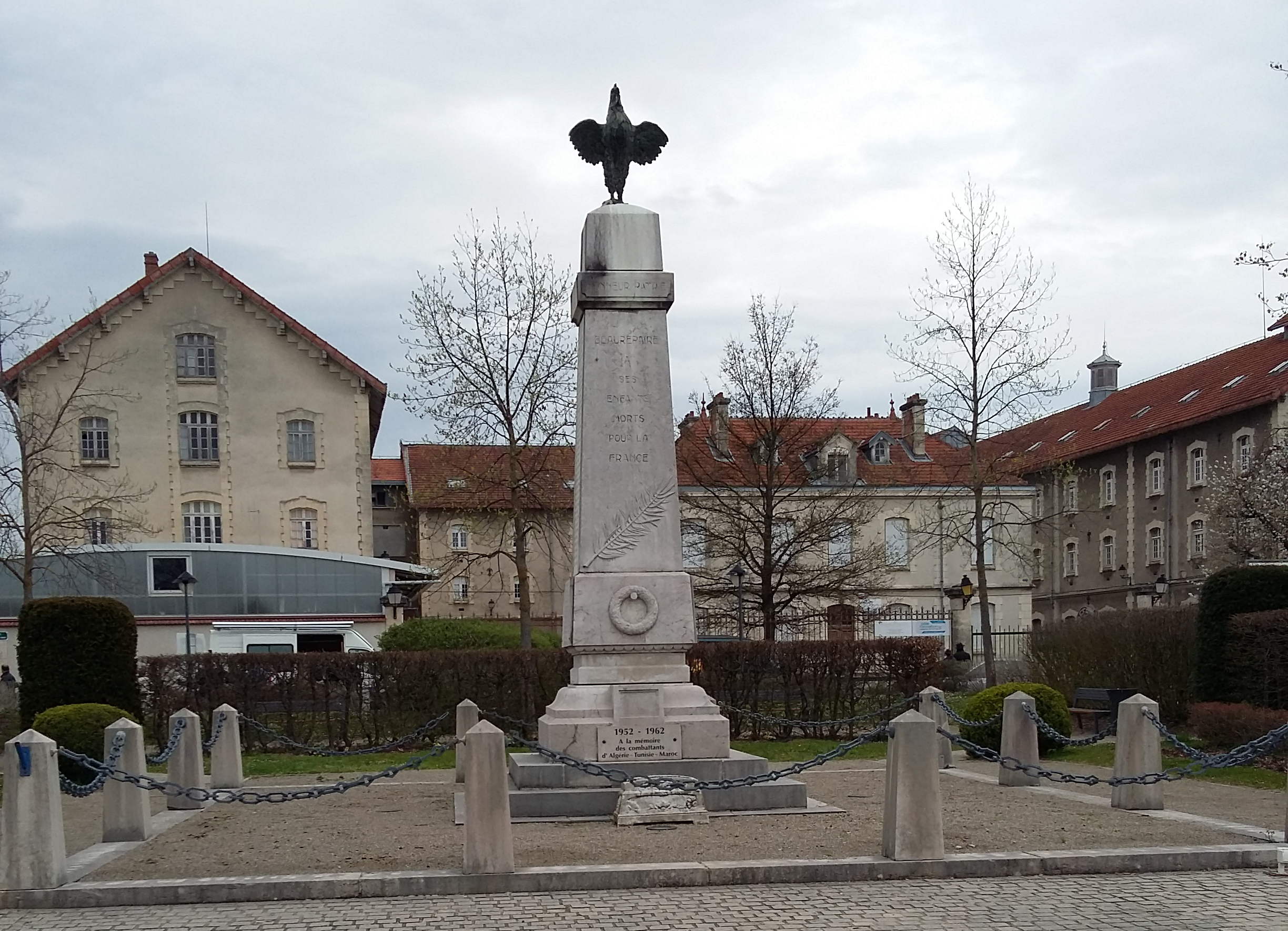
烈士纪念碑

2021年，博尔派尔境内有1家电影院。博尔派尔境内建有多媒体中心（Médiathèque de Beaurepaire），每周三、五、六向公众开放。

### 建筑
博尔派尔境内有多处历史建筑，其中镇中心的圣米歇尔教堂（Église Saint-Michel）是当地的地标性建筑物。

### 旅游
博尔派尔的旅游事务由其所属的比耶夫尔-罗讷之间市镇公共社区负责。2022年，博尔派尔境内共有1家酒店共计9间房间；另有1个露营地，可容纳共45辆露营车。

### 媒体
法国主要的媒体均可在博尔派尔接收，法国电视三台下属的奥弗涅-罗讷-阿尔卑斯大区频道在部分时段播出博尔派尔所在伊泽尔省的地方新闻。蓝色法兰西伊泽尔广播、Scoop广播、《里昂进步报》、《多菲内自由报》等是当地主要的地方性媒体。

## 相关人物
法国政治家安托万·弗朗赛出生于博尔派尔。

## 友好城市
截至2023年4月，博尔派尔共与一座城市互为友好城市关系：
- 德国 奥恩瓦尔德